# Pyrausta aerealis
Pyrausta aerealis — вид лускокрилих комах родини вогнівок-трав'янок (Crambidae).

## Поширення
Вид поширений в Європі, Північній Африці та Середній Азії від Іспанії та Алжиру до Китаю. Присутній у фауні України.

## Опис
Розмах крил 18-26 мм.

## Спосіб життя
Личинки живляться листям Artemisia vulgaris, Thymus serpyllum, Scrophularia, Gnaphalium, Helichrysum і Thalictrum species.